# Avast Software
Avast Software s.r.o.是一家总部位于捷克布拉格的计算机安全公司，主要研发计算机安全软件、机器学习和人工智能。该公司在全球25个办事处拥有约1700名员工。截至2020年4月，Avast的每月活跃用户超过4.35亿，在全球杀毒软件厂商中市场份额排名第二。該公司目前属于Gen Digital。  
Avast由帕维尔·博迪和爱德华·库塞拉于1988年創立。2016年7月，Avast以13亿美元價格收购了竞争对手AVG Technologies。
2018年5月，Avast在布拉格证券交易所和伦敦证券交易所上市，且成為富时100指数的成分股。   
该公司的主要产品包括Avast殺毒軟件、Avast Secure Browser和Avast SecureLine VPN等工具。

## 历史
1988年，Avast創立於捷克斯洛伐克。
2016年7月，Avast收购AVG，收购在10月3日完成。
2017年7月22日，Avast宣布收购CCleaner母公司Piriform。
2021年7月14日，诺顿LifeLock公司宣布收購Avast，並預計於2021年8月完成。前者同时持有诺顿赛门铁克，以及Avira小红伞。
2022年3月，诺顿LifeLock公司原宣布以86億美元收購Avast的交易遇到阻礙。英國反壟斷監管機構表示，出於對市場競爭的擔憂，將更深入調查該網路安全收購案。诺顿LifeLock公司表示，調查將推遲交易的完成。2022年9月2日，英國反壟斷監管機構正式批准合併，价值為81亿美元。

## 争议

### 收集出卖用户数据
2019年底，Avast的瀏覽器擴充功能被曝出收集用户数据，并将其发往远程服务器，其中包括用户的浏览行为与记录。事情曝光之后Avast与AVG品牌下属的浏览器插件被Google Chrome、Firefox、Opera几家浏览器的擴充商店下架，但由于没有确凿证据证明用户的隐私数据遭泄露，擴充功能不久后又上架。
2020年1月，《主板》（Motherboard）和《个人电脑杂志》联合调查发现Avast杀毒软件和AVG杀毒软件两家软件的免费版收集用户数据，将其通过子公司倒卖出去用于定制化广告。根据所泄露的文件，公司向其客户表示可以提供「每一次搜索。每一次点击。在每一个网站上。」的信息，涉事电子设备超百万台。Avast公司于当月30日回应称，由于有关其用户数据隐私的反对声浪，将立刻关闭公司，终止所涉一切行为动作。
基于所披露的情况，2020年2月11日捷克个人数据保护办公室发布声明，表示已经启动初步调查。
2024年2月23日，Avast因未经许可出售用户浏览信息被美国联邦贸易委员会罚款1650万美元。
2024年5月8日 ，Avast因违规处理用户数据被捷克个人数据保护办公室罚款3.51亿捷克克朗。

### 封禁俄罗斯用户
2022年俄罗斯入侵乌克兰后，Avast停止了俄罗斯业务，無論是家庭和企业用户都无法购买Avast产品。2024年2月1日，Avast服务器开始阻止俄罗斯IP，當地用户无法获得病毒库更新。